# Андрашунас, Альфонсас Иозович
Альфонсас Иозович Андрашунас — советский литовский хозяйственный деятель, Герой Социалистического Труда.

## Биография
Родился в 1916 году в Стейгвиляе. Член КПСС с 1965 года.
Участник Великой Отечественной войны
В 1949—1976 — бригадир колхоза имени Каролиса Пожела Линкувского района Литовской ССР.
Указом Президиума Верховного Совета СССР от 5 апреля 1958 года присвоено звание Героя Социалистического Труда с вручением ордена Ленина и золотой медали «Серп и Молот».
Депутат Верховного Совета Литовской ССР 6-го созыва.
Умер в Литве после 1985 года.

## Награды и звания
- Герой Социалистического Труда (05.04.1958)
- Орден Ленина (05.04.1958)
- Орден Отечественной войны II степени (1985)